# Ренді Вок
Ренді Адріан Вок (чам. Randy Adrian Vock; нар. 1 березня 1994) — швейцарський борець вільного стилю, бронзовий призер чемпіонату Європи.

## Життєпис
Боротьбою почав займатися з 2007 року.
Виступає за борцівський клуб «Ringerstaffel» Фрайамт, Баден-Вюртемберг, Німеччина. Тренери — Томас Мюрер (з 2013), Рето Гіслер (з 2011).

## Спортивні результати на міжнародних змаганнях

### Виступи на Чемпіонатах світу
| Змагання                        | Збірна    | Вагова категорія          | Місце |
| ------------------------------- | --------- | ------------------------- | ----- |
| Чемпіонат світу з боротьби 2019 | Швейцарія | вільна боротьба, до 61 кг | 19    |

### Виступи на Чемпіонатах Європи
| Змагання                         | Збірна    | Вагова категорія          | Місце  |
| -------------------------------- | --------- | ------------------------- | ------ |
| Чемпіонат Європи з боротьби 2016 | Швейцарія | вільна боротьба, до 57 кг | 21     |
| Чемпіонат Європи з боротьби 2017 | Швейцарія | вільна боротьба, до 61 кг | 14     |
| Чемпіонат Європи з боротьби 2018 | Швейцарія | вільна боротьба, до 61 кг | 12     |
| Чемпіонат Європи з боротьби 2019 | Швейцарія | вільна боротьба, до 61 кг | Бронза |

### Виступи на інших змаганнях
| Змагання                                                       | Збірна    | Вагова категорія          | Місце |
| -------------------------------------------------------------- | --------- | ------------------------- | ----- |
| Турнір Дана Колова — Николи Петрова 2015                       | Швейцарія | вільна боротьба, до 65 кг | 18    |
| Турнір «Олімпія» 2015                                          | Швейцарія | вільна боротьба, до 65 кг | 8     |
| Турнір міста Сассарі 2015                                      | Швейцарія | вільна боротьба, до 61 кг | 6     |
| Всесвітні ігри військовослужбовців 2015                        | Швейцарія | вільна боротьба, до 61 кг | 14    |
| Гран-прі Парижа з боротьби 2016                                | Швейцарія | вільна боротьба, до 61 кг | 5     |
| Олімпійський кваліфікаційний турнір з боротьби 2016 (Зренянин) | Швейцарія | вільна боротьба, до 57 кг | 17    |
| Олімпійський кваліфікаційний турнір з боротьби 2016 (Стамбул)  | Швейцарія | вільна боротьба, до 57 кг | 18    |
| Чемпіонат світу з боротьби серед військовослужбовців 2016      | Швейцарія | вільна боротьба, до 61 кг | 12    |
| Гран-прі Парижа з боротьби 2017                                | Швейцарія | вільна боротьба, до 61 кг | 5     |
| Київський Міжнародний турнір з боротьби 2017                   | Швейцарія | вільна боротьба, до 61 кг | 13    |
| Чемпіонат світу з боротьби серед військовослужбовців 2018      | Швейцарія | вільна боротьба, до 61 кг | 5     |
| Henri Deglane Challenge 2019                                   | Швейцарія | вільна боротьба, до 61 кг | 5     |
| Турнір Дана Колова — Николи Петрова 2019                       | Швейцарія | вільна боротьба, до 65 кг | 22    |
| Меморіал Вацлава Циолковського 2019                            | Швейцарія | вільна боротьба, до 65 кг | 17    |

### Виступи на змаганнях молодших вікових груп
| Змагання                                       | Збірна    | Вагова категорія          | Місце |
| ---------------------------------------------- | --------- | ------------------------- | ----- |
| Чемпіонат Європи з боротьби серед юніорів 2014 | Швейцарія | вільна боротьба, до 60 кг | 9     |
| Чемпіонат світу з боротьби серед юніорів 2014  | Швейцарія | вільна боротьба, до 60 кг | 24    |
| Чемпіонат Європи з боротьби серед молоді 2015  | Швейцарія | вільна боротьба, до 65 кг | 18    |
| Чемпіонат Європи з боротьби серед молоді 2017  | Швейцарія | вільна боротьба, до 61 кг | 5     |
| Чемпіонат світу з боротьби серед молоді 2017   | Швейцарія | вільна боротьба, до 61 кг | 17    |